# درخت‌ران سینه‌ستاره‌ای
درخت‌ران سینه‌ستاره‌ای، درخت‌ران سینه‌اختری یا درخت‌ران نقطه‌گندمی (Margarornis stellatus) گونه‌ای تزدیک تهدید از پرندگان خانواده تنورمرغان (Furnariidae) است که در کلمبیا و اکوادور یافت می‌شود.